# Challenge-Cup 1910-1911
La decima edizione della Challenge-Cup fu anche l'ultima: in Austria il 3 settembre 1911 nasceva il primo campionato nazionale, lasciando poco spazio in calendario ad altre competizioni. L'idea di una manifestazione calcistica mitteleuropea sarebbe stata ripresa solamente nel 1927 con la Mitropa Cup. Il Wiener Sport-Club, alla terza finale consecutiva, alzò il trofeo per la seconda volta.

## Risultati
Di seguito i risultati della competizione.

### Sezione austriaca

#### Quarti di finale
| Vienna 12 marzo 1911 | First Vienna | 1 – 2 | Rapid Vienna |  |

| Vienna 19 marzo 1911 | Vienna Cricketer | 0 – 9 | Simmering |  |

| Vienna 19 marzo 1911 | Floridsdorfer | 3 – 7 | Wiener SC |  |

#### Semifinali
| Vienna 23 aprile 1911 | Simmering | 2 – 2 | Hertha Vienna |  |

| Vienna 23 aprile 1911 | Rapid Vienna | 1 – 3 | Wiener SC | * |

*La partita fu interrotta a causa di insulti verso il Direttore di Gara. Il risultato venne comunque omologato.

#### Replay
| Vienna 11 giugno 1911 | Hertha Vienna | 2 – 4 | Simmering |  |

#### Finale
| Vienna 29 giugno 1911 | Wiener SC | 3 – 1 | Simmering |  |

### Sezione boema
Dalla regione cecoslovacca non si iscrisse alcuna società, tuttavia fu invitato il DSV Troppau dalla Slesia. Sfidò il Wiener SC prima che fosse concluso il torneo austriaco; sembra che, se il Wiener SC avesse successivamente vinto il suo raggruppamento (cosa che si verificò) e il Troppau l'avesse battuto, allora avrebbe potuto sfidare la qualificata ungherese nella finalissima.

### Sezione ungherese

#### Primo turno
| Budapest 23 ottobre 1910 | Magyar AC | 1 – 2 | 33 FC |  |

| Budapest 23 ottobre 1910 | Ferencváros | 4 – 2 | Budapesti AK |  |

#### Secondo turno
| Budapest 5 marzo 1911 | Ferencváros | 2 – 0 | 33 FC |  |

#### Finale
Il Nemzeti SC Budapest aveva raggiunto la finale di zona grazie ai sorteggi favorevoli.
| Budapest 26 marzo 1911 | Ferencváros | 3 – 1 | Nemzeti Budapest |  |

### Semifinale metà occidentale
| Vienna 21 maggio 1911 | Wiener SC | 14 – 0 | Troppau |  |

### Finale
| Vienna 24 settembre 1911 | Wiener SC | 3 – 0 | Ferencváros | Hohe Warte Stadion |

Il Wiener SC si aggiudicò l'ultima edizione della Challenge-Cup, trofeo esposto ancora oggi presso la sede societaria a Vienna in Hernalser HauptStraße, 214.